# Leleith Hodges
Leleith Hodges (ur. 22 czerwca 1953 w Islington) – jamajska lekkoatletka specjalizująca się w krótkich biegach sprinterskich, trzykrotna uczestniczka letnich igrzysk olimpijskich (Monachium 1972, Montreal 1976, Moskwa 1980).
W 1978 uhonorowana została tytułem Sportsmenki Roku (ang.  Jamaica Sportswoman of the Year) na Jamajce.

## Sukcesy sportowe
- mistrzyni Stanów Zjednoczonych w biegu na 100 metrów – 1978[2]
- mistrzyni Jamajki w biegu na 100 metrów – 1983[3]

| Rok  | Miasto          | Zawody                                   | Konkurencja                      | Wynik                     |
| ---- | --------------- | ---------------------------------------- | -------------------------------- | ------------------------- |
| 1974 | Santo Domingo   | igrzyska Ameryki Środkowej i Karaibów    | bieg na 100 m                    | brązowy medal             |
| 1975 | Ponce           | mistrzostwa Ameryki Środkowej i Karaibów | bieg na 100 m sztafeta 4 x 100 m | brązowy medal złoty medal |
| 1976 | Montreal        | igrzyska olimpijskie                     | sztafeta 4 × 100 m               | 6. miejsce                |
| 1977 | Jalapa Enriques | mistrzostwa Ameryki Środkowej i Karaibów | bieg na 100 m                    | srebrny medal             |
| 1978 | Medellín        | igrzyska Ameryki Środkowej i Karaibów    | bieg na 100 m sztafeta 4 × 100 m | srebrny medal             |
| 1979 | San Juan        | igrzyska panamerykańskie                 | sztafeta 4 × 100 m               | srebrny medal             |
| 1979 | Guadalajara     | mistrzostwa Ameryki Środkowej i Karaibów | bieg na 100 m sztafeta 4 × 100 m | złoty medal               |
| 1980 | Moskwa          | igrzyska olimpijskie                     | sztafeta 4 × 100 m               | 6. miejsce                |
| 1981 | Santo Domingo   | mistrzostwa Ameryki Środkowej i Karaibów | bieg na 100 m sztafeta 4 × 100 m | złoty medal               |
| 1982 | Brisbane        | igrzyska Wspólnoty Narodów               | sztafeta 4 × 100 m               | brązowy medal             |
| 1983 | Helsinki        | mistrzostwa świata                       | sztafeta 4 × 100 m               | brązowy medal             |

## Rekordy życiowe
- bieg na 100 metrów – 11,14 – Westwood 08/06/1978